# Министерство по делам государственной службы Казахстана
Министерство по делам государственной службы Республики Казахстан (каз. Қазақстан Республикасының Мемлекеттік қызмет істері министрлігі) — являлось, с 11 декабря 2015 года по 13 сентября 2016 года, центральным исполнительным органом, осуществляющим руководство в сфере государственной службы, оценки и контроля за качеством оказания государственных услуг, а также в пределах, предусмотренных законодательством Республики Казахстан, руководство и межотраслевую координацию по предупреждению, выявлению, пресечению, раскрытию и расследованию коррупционных правонарушений.

## История
Указом Президента Республики Казахстан от 11 декабря 2015 года № 128 образовано Министерство по делам государственной службы Республики Казахстан
13 сентября 2016 года Министерство было обратно реорганизовано в Агентство Республики Казахстан по делам государственной службы и противодействию коррупции.

## Ведомства
Министерство имеет ведомство – Национальное бюро по противодействию коррупции, а также территориальные органы в областях и городах республиканского значения.
В ведении Министерства находятся 2 организации:
- Национальный центр по управлению персоналом государственной службы[3]
- Академия государственного управления при Президенте Республики Казахстан[4].

## Руководство
Министром по делам государственной службы Республики Казахстан был Талгат Донаков.